# اچ‌ام‌اس پمبروک (۱۸۱۲)
اچ‌ام‌اس پمبروک (۱۸۱۲) (به انگلیسی: HMS Pembroke (1812)) یک کشتی بود که طول آن ۱۷۶ فوت (۵۴ متر) بود. این کشتی در سال ۱۸۱۲ ساخته شد.